# نيك هوكينز
نيك هوكينز (بالإنجليزية: Nick Hawkins) هو سياسي بريطاني، ولد في 27 مارس 1957. حزبياً، نشط في حزب المحافظين. في الانتخابات العامة في المملكة المتحدة 1992 ‏، انتخب عضو البرلمان الحادي والخمسون للمملكة المتحدة عن دائرة بلاكبول الجنوبية خلال فترته النيابية ‏ (9 أبريل 1992 – 8 أبريل 1997) وفي الانتخابات العامة في المملكة المتحدة 1997 ‏، انتخب عضو البرلمان الثاني والخمسون للمملكة المتحدة عن دائرة سوري هيث وقد انضم خلال فترته النيابية ‏ (1 مايو 1997 – 14 مايو 2001) للكتلة البرلمانية حزب المحافظين وفي الانتخابات العامة في المملكة المتحدة 2001، انتخب عضو برلمان المملكة المتحدة الـ53 عن دائرة سوري هيث وقد انضم خلال فترته النيابية ‏ (7 يونيو 2001 – 11 أبريل 2005) للكتلة البرلمانية حزب المحافظين.